# Tony Wegas
Tony Wegas, de son vrai nom Anton Hans Sarközi, né le 3 mai 1965 à Oberschützen, est un chanteur autrichien.

## Biographie
Tony Wegas vient d'une famille de Roms. Motivé par son père, lui-même musicien, il apprend la guitare, le piano, la batterie, la basse et la flûte de pan. Wegas obtient du succès dès ses débuts et fait des tournées en Europe.
Il devient célèbre grâce à ses deux participations au Concours Eurovision de la chanson pour l'Autriche. En 1992, avec Zusammen geh'n composée par Dieter Bohlen, il finit à la dixième place. En 1993, avec Maria Magdalena, il termine à la quatorzième place. Alors qu'il chante du schlager, il se reconnaît davantage dans la musique latino.
Les années suivantes, Wegas a des problèmes de drogues telles que l'alcool, la cocaïne et l'héroïne. En avril 1997, il passe trente mois en cure. À sa sortie, il publie une autobiographie écrite avec sa thérapeute.
Tony Wegas s'est marié trois fois, dont avec l'actrice Sabine Petzl.
En juin 2007, une procédure de faillite est ouverte, qui est achevée en octobre de la même année.